# Point of View (canción)
«Point of View» es una canción de la banda italiana DB Boulevard, incluyendo la colaboración de la cantante italiana Moony. Contiene elementos de una versión regrabada de «Heatwave», una canción de la banda francesa Phoenix, que se lanzó como sencillo en 1999. Aunque fue lanzada en 2001, se publicó internacionalmente como sencillo en febrero de 2002. Alcanzó la tercera posición en el Reino Unido e ingresó en las veinte primeras posiciones de Italia, España, Irlanda, Dinamarca y Nueva Zelanda, mientras en los Estados Unidos, lideró la lista del Billboard Hot Dance Club Songs. La canción se incluyó tiempo después en el álbum de la banda titulado Frequencies publicado en 2004.
Además la canción apareció en el episodio "Cover Girl" de la quinta temporada de Sex and the City.

## Video musical
El video musical de la canción está dirigido por Jeremy Hogg. Es protagonizada por la vocalista de la canción Moony representada en forma de cartón realizada mediante la técnica por animación en 3D.

## Lista de canciones
| Vinilo de 10" |                                         |          |  |
| N.º           | Título                                  | Duración |  |
| 1.            | «Point of View» (Broggio Club Mix)      | 5:52     |  |
| 2.            | «Point of Dub» (Cassani Club Remix)     | 6:19     |  |
| 3.            | «Point of Dub» (A.T. Mendoza Remix)     | 6:01     |  |
| 4.            | «Point of Dub» (Azzetto & Roxy Dub Mix) | 7:36     |  |

| CDr Promo |                                                       |          |  |
| N.º       | Título                                                | Duración |  |
| 1.        | «Point of View» (Quivver's Vocal Mix)                 | 8:47     |  |
| 2.        | «Point of View» (Quivver's Dub Mix)                   | 9:04     |  |
| 3.        | «Point of View» (Audio Drive's Easy Life Vocal Remix) | 7:40     |  |
| 4.        | «Point of View» (Audio Drive Dub For Life Remix)      | 6:20     |  |
| 5.        | «Point of View» (Lange Remix)                         | 8:09     |  |
| 6.        | «Point of View» (Radio Edit)                          | 3:50     |  |
| 7.        | «Point of View» (Club Mix)                            | 5:37     |  |
| 8.        | «Point of Dub» (A.T. Mendoza Club Mix)                | 5:57     |  |

| Vinilo de 12" (Remixes) |                                                |          |  |
| N.º                     | Título                                         | Duración |  |
| 1.                      | «Point of View» (Broggio Club Mix)             | 5:52     |  |
| 2.                      | «Point of Dub» (Sisco Lounge Mix)              | 5:18     |  |
| 3.                      | «Point of Dub» (Milk & Sugar Vocal Mix)        | 8:00     |  |
| 4.                      | «Point of Dub» (Milk & Sugar Dub Instrumental) | 5:18     |  |

| Vinilo de 12" |                                                          |          |  |
| N.º           | Título                                                   | Duración |  |
| 1.            | «Point of Dub» (Molella Vs Gabry Ponte Remix)            | 6:17     |  |
| 2.            | «Point of Dub» (Molella Vs Gabry Ponte Instrumental Mix) | 6:55     |  |

## Posicionamiento en listas
| Lista (2002)                          | Mejor posición |
| ------------------------------------- | -------------- |
| Alemania (Offizielle Deutsche Charts) | 68             |
| Australia (ARIA)                      | 21             |
| Bélgica (Flandes) (Ultratop 50)       | 12             |
| Bélgica (Valonia) (Ultratop 50)       | 32             |
| Dinamarca (Tracklisten)               | 16             |
| Escocia (Scottish Singles Chart)      | 2              |
| España (Top 100 Canciones)            | 6              |
| Estados Unidos (Hot Dance Club Songs) | 1              |
| Hungría (Rádiós Top 40)               | 13             |
| Irlanda (IRMA)                        | 11             |
| Italia (FIMI)                         | 6              |
| Nueva Zelanda (Recorded Music NZ)     | 17             |
| Países Bajos (Dutch Top 40)           | 37             |
| Reino Unido (UK Singles Chart)        | 3              |
| Reino Unido (UK Dance Chart)          | 3              |
| Suiza (Schweizer Hitparade)           | 48             |

| País        | Lista (2002)            | Posición |
| ----------- | ----------------------- | -------- |
| Bélgica     | Ultratop flamenca       | 65       |
| Dinamarca   | Tracklisten             | 93       |
| Italia      | Italian Singles Chart   | 21       |
| Reino Unido | Official Charts Company | 69       |